# Škoda Fabia
L'Skoda Fabia és un automòbil de turisme del segment B produït pel fabricant txec Škoda. El successor de l'Škoda Felicia és un cinc places amb tracció davantera i motor davanter transversal. Hi ha dues generacions del Fabia, llançades en els anys 2000 i 2007 respectivament, que comparteixen plataforma i components mecànics amb altres turismes del segment B del Grup Volkswagen, els SEAT Córdoba, SEAT Ibiza i Volkswagen Polo.

## Primera generació (2000-2007)
La primera generació del Fabia va ser presentada oficialment en el Saló de l'Automòbil de Frankfurt de l'any 1999. S'ofereix amb carrosseries hatchback i familiar de cinc portes, i sedan de quatre portes. Al moment del seu llançament, el cotxe amb porta posterior era un dels més llargs de la seva categoria; amb el transcurs del temps, les noves generacions d'alguns models el van superar, com és el cas dels Fiat Punto, Opel Corsa, Peugeot 207 i Renault Clio.
Els seus motors gasolina són un 1.0 litres de 54 CV de potència màxima, un 1.2 litres de dues vàlvules per cilindre i 54 CV o quatre vàlvules per cilindre i 64 CV, un 1.4 litres de dues vàlvules per cilindre i 68 CV o quatre vàlvules per cilindre i 80 o 100 CV, i un 2.0 litres de dues vàlvules per cilindre i 115 CV. Els dièsel són un 1,4 litres de 70 o 75 CV (després 80 CV) i un 1,9 litres en variants atmosfèrica d'injecció directa i 64 CV i amb turbocompressor de geometría variable i injecció directa injector-bomba de 100 o 130 CV. Tots ells són de quatre cilindres en línia, excepte el gasolina 1.2 i el Diesel 1.4, que són de tres cilindres.

## Segona generació (2007-2014)
La segona generació del Fabia va ser mostrada per primera vegada al públic en el Saló de l'Automòbil de Ginebra de 2007 i va ser posada a la venda a l'abril d'aquest any. Inicialment disponible únicament amb una carrosseria amb porta posterior de cinc portes, una variant familiar de cinc portes serà presentada en el Saló de l'Automòbil de Frankfurt de 2007.
Els seus motors gasolina són un 1.2 litres de 60 o 70 CV, un 1.4 litres de 86 CV, i un 1.6 litres de 105 CV, tots ells d'injecció indirecta i quatre vàlvules per cilindre, excepte el menys potent, que té dos. Els dièsel són un 1.4 litres amb turbocompressor de geometria fixa de 70 o 80 CV (després 80 CV) i un 1.9 litres amb turbocompressor de geometria variable de 105 CV, els tres amb injecció directa injector-bomba, intercooler i dues vàlvules per cilindre.

## Quarta generació (2021-)
la Fabia IIII que es presentarà a la primavera del 2021 serà una mica més llarga que la generació actual. Basat en la plataforma tècnica del Volkswagen Polo i l'Skoda Scala, tindrà, segons Skoda, 50 litres addicionals de maleter, que portaran la capacitat a un total de 380 litres. En el seu comunicat de premsa, Skoda també esmenta el fet que el cotxe deixarà d'oferir-se amb mecànica alimentada per gasolina. Es combinaran amb una caixa de canvis manual o amb la transmissió de doble embragatge DSG de 7 velocitats.